# Adélaïde Charlier

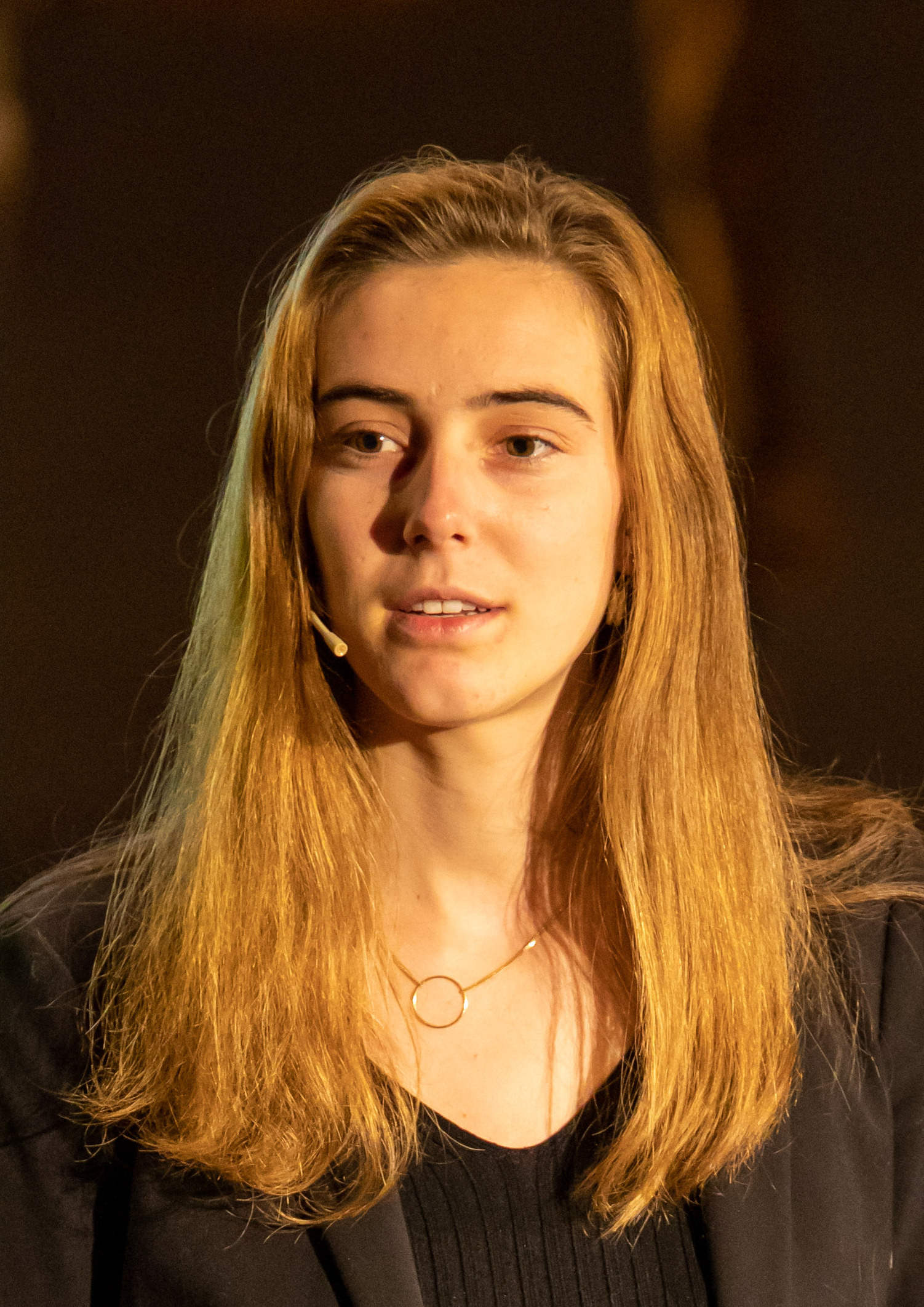
Adélaïde Charlier

Adélaïde Charlier (*  9. Dezember 2000 in Namur) ist eine belgische Klimaaktivistin. Sie gilt als ein Gesicht der belgischen Klimabewegung.

## Wirken
Zusammen mit Anuna De Wever Van der Heyden gründete sie im Januar 2019 die Klimabewegung „Youth for Climate“ in Belgien. 2020 erhielt sie von Amnesty International den Menschenrechtspreis Botschafterin des Gewissens.
Gemeinsam mit Luisa Neubauer, Greta Thunberg und Anuna De Wever war sie im Sommer 2020 eine der vier Initiatorinnen des Aufrufs Face the Climate Emergency, das sich für die Einsetzung eines Klimanotstandes in der Europäischen Union einsetzte; den Aufruf unterzeichneten online über hunderttausend Menschen, darunter Klimawissenschaftler, Aktivisten, Influencer und Teilnehmer der Zivilgesellschaft, unter ihnen Leonardo DiCaprio, Hans Joachim Schellnhuber, Naomi Klein, Stefan Rahmstorf, Annie Lennox, Joaquin Phoenix, Maja Göpel und Björk. Der Aufruf startete mit den Worten: „Hört auf, so zu tun, als könnten wir die Klima- und Umweltkrise lösen, ohne sie als Krise zu behandeln.“
Mit der Bekanntgabe Charliers und De Wevers, bei der Fraktion Die Grünen/Europäische Freie Allianz im EU-Parlament ein Praktikum zu absolvieren, räumten sie jedoch ihre Führungsrollen bei Youth for Climate, um der Neutralität der Organisation durch ihre Parteinahme nicht zu schaden.

## Leben
Charlier machte ihr Abitur am Collège Notre-Dame de la Paix in Erpent (Namur). Sie ist aktives Mitglied von Amnesty International und engagiert sich im Jugendrat der Stadt Namur.

## Veröffentlichungen
- Mit Marie-Esmaralda von Belgien, Sandrine Dixson-Declève und Anuna de Wever· Welche Welt für Morgen? Gespräch zwischen Generationen. Nagel & Kimche, Zürich 2021, ISBN 978-3-7556-0018-3.